# Bârca (okręg Dolj)
Bârca – wieś w Rumunii, w okręgu Dolj, w gminie Bârca. W 2011 roku liczyła 3689 mieszkańców.